# Nagy-Heta
A Nagy-Heta (oroszul: Большая Хета) folyó Oroszország ázsiai részén, a Krasznojarszki határterületen, az Alsó-Jenyiszej bal oldali mellékfolyója.

## Földrajz
Hossza: 646 km, vízgyűjtő területe: 20 700 km², évi közepes vízhozama: 211 m³/sec.
Az Alsó-Jenyiszej-hátságon egy kisebb tóból ered. A hátságon és a Nyugat-szibériai-alföld északkeleti részén folyik kezdetben nyugat felé, majd északi irányban és a jobb parti Uszty-Port településsel szemben ömlik a Jenyiszejbe. Vízgyűjtő területén kb. 6000 kisebb tó fekszik.
A folyó mentén, a torkolattól 437 km-re épült ki a vankori földgáz- és olajmező központi bázisa. A kiépítéséhez és működtetéséhez szükséges anyagok, berendezések egy részét a nyár eleji árhullám segítségével, június közepe és július eleje között hajókaravánokon juttatják célba. A teljes hajózási idényben a folyó csak a torkolattól 41 km-ig, Tuhart településig hajózható.
A Nagy-Heta „párja” a jóval rövidebb Kis-Heta, mely szintén egy kisebb tóból ered, nagyjából hasonló irányban folyik, és a két folyó torkolata is egymáshoz közel van.